# レッズ・ドリーム
『レッズ・ドリーム』（原題：Red's Dream）は、ピクサー・アニメーション・スタジオが製作した短編アニメーション映画である。1987年にSIGGRAPHで公開された。

## ストーリー
赤い一輪車のレッドは自転車屋の片隅に横たわっている。レッドはやがてサーカスの夢を見る。

## トリビア
- 『トイ・ストーリー2』では、ハムが玩具店『アルのトイバーン』のCMを探しながら高速でテレビチャンネルを変えている際、テレビに一瞬だけ映る。
- 『ウォーリー』では、主人公のWALL・Eがゴミの中から集めたコレクションの中にレッドが紛れている。